# Yao'an
Yao'an léase Yáo-An (en chino:姚安县, pinyin:Yáo'ān xiàn) es un condado bajo la administración directa de la prefectura autónoma de Chuxiong. Se ubica al norte de la provincia de Yunnan, sur de la República Popular China. Su área es de 1803 km² y su población total para 2010 fue cercana a 200 mil habitantes.

## Administración
El condado Yao'an se divide en 9 pueblos que se administran en 6 poblados y 3 villas. 